# ازدواج همجنس در آلمان
ازدواج همجنس در آلمان از اول اکتبر ۲۰۱۷ به رسمیت شناخته می‌شود. لایحه قانونی شدن ازدواج همجنس در آلمان در ۳۰ ژوئن سال ۲۰۱۷ در بوندستاگ و در ۷ ژوئیه در بوندسرات تصویب شد. این قانون در ۲۰ ژوئیه توسط رئیس‌جمهور فرانک والتر اشتاین‌مایر امضا شد و در ۲۸ ژوئیه ۲۰۱۷ در روزنامه قانون فدرال منتشر شد.
آلمان بیست و سومین کشور جهان است که در آن ازدواج همجنس قانونی شده‌است. قانون به زوج‌های همجنس (مانند زوج‌های با جنس مخالف) امکان سرپرستی فرزند را نیز می‌دهد.

## تاریخچه
امکان اتحاد مدنی از ۱ اوت ۲۰۱۱ برای زوج‌های همجنس در آلمان وجود داشته‌است که برخی اما نه همهٔ حقوق ازدواج را برای آن‌ها فراهم می‌کرد.
ائتلاف دو حزب سِ‌دِاو و سِ‌اس‌او از سال ۲۰۰۵ میلادی که دست بالا را در دولت داشتند، با ازدواج همجنس‌گرایان مخالف بوده‌است. ولی حزب سبزها، سوسیال دموکرات و چپ از قانونی شدن ازدواج همجنس‌گرایان پشتیبانی می‌کردند.
آنگلا مرکل، صدر اعظم آلمان که خود مخالف تصویب قانون ازدواج همجنس بود، به این قانون رأی مخالف داد، ولی هم حزبی‌هایش را در رأی دادن آزاد گذاشت. در ۳۰ ژوئن ۲۰۱۷، قانون ازدواج همجنس‌گرایان با رأی ۳۹۳ به ۲۲۶ (چهار غایب) به تصویب رسید.

## نظرسنجی‌ها
یک نظرسنجی در ژوئن ۲۰۱۵ نشان داد که ۶۵ درصد مردم آلمان از ازدواج همجنس پشتیبانی می‌کنند.
نظرسنجی دیگری در ژانویهٔ ۲۰۱۷ نشان داده‌است که ۸۳ درصد مردم آلمان موافق قانونی شدن ازدواج همجنس هستند.